# Dear...
Albums de dream
Euro "Dream" Land
(2000) Process
(2002)
Singles
1. Movin' On
Sortie : 1er janvier 2000
2. Heart on Wave (...)
Sortie : 8 mars 2000
3. Private Wars
Sortie : 3 mai 2000
4. Reality
Sortie : 9 août 2000
5. Night of Fire
Sortie : 20 septembre 2000
6. My Will
Sortie : 29 novembre 2000
7. Believe in You
Sortie : 28 février 2001

Dear… est le premier album original du groupe de J-pop féminin dream.

## Présentation
L’album, produit par Max Matsura, sort le 28 février 2001 au Japon sous le label avex trax. Il atteint la 5e place du classement Oricon, et reste classé durant huit semaines. Il restera l'album le plus vendu du groupe.
L’album contient seize chansons (plus un titre instrumental en ouverture), dont onze des douze chansons déjà parues sur les sept premiers singles du groupe sortis durant les treize mois précédents (seul le titre Breakin' Out du single Heart on Wave / Breakin' Out ne figure pas sur l’album), incluant la chanson-titre du dernier single Believe in You qui sort le même jour que l’album.
Les paroles de neuf des titres sont écrites par l’une des membres, Mai Matsumuro ; les deux autres membres écrivent aussi chacune les paroles d’une des cinq chansons inédites.
La chanson Night of Fire est une reprise de la chanson homonyme italienne de Niko, et figurait déjà sur l'album de remix de chansons du groupe sorti cinq mois auparavant : Euro "Dream" Land. 

## Formation
- Mai Matsumuro
- Kana Tachibana
- Yū  Hasebe

## Liste des titres
(Les arrangements sont de Keisuke Kikuchi, sauf indication contraire)
| 1.    | Pieces of a Dream (Pieces Of A Dream)                  | Instrumental / Mitsuru Igarashi / M. Igarashi  | 0:59 |
| 2.    | Believe in You (Believe in you) (7e single)            | Mai Matsumuro / Mitsuru Igarashi / M. Igarashi | 4:13 |
| 3.    | Free as the Wind (FREE AS THE WIND)                    | Kana Tachibana / D.A.I, H. Yoneda, Kunio Tago  | 5:22 |
| 4.    | Movin' On (Movin' on) (1er single)                     | Yûko Ebine / Hideaki Kuwabara                  | 4:10 |
| 5.    | Start Me Up (Start me up) (du 3e single)               | Yûko Ebine / Hideaki Kuwabara                  | 4:55 |
| 6.    | Reality (reality) (4e single)                          | Mai Matsumuro / Y@suo Ohtani / M. Igarashi     | 4:20 |
| 7.    | Access to Love (access to love) (du 1er single)        | Yûko Ebine / Kazuhito Kikuchi                  | 4:53 |
| 8.    | Sincerely (sincerely)                                  | Mai Matsumuro / Kazuhito Kikuchi               | 5:13 |
| 9.    | Private Wars (Private wars) (3e single)                | Yûko Ebine / D.A.I                             | 4:20 |
| 10.   | Send a Little Love (send a little love) (du 4e single) | Mai Matsumuro / Hideaki Kuwabara / D-Z         | 4:15 |
| 11.   | My Will (My will) (6e single)                          | Mai Matsumuro / Y@suo Ohtani                   | 5:22 |
| 12.   | 'Cattleya' ('カトレア')                                | Mai Matsumuro / Ka. Kikuchi / Miki Watanabe    | 5:01 |
| 13.   | Night of Fire (NIGHT OF FIRE) (5e single)              | Mai Matsumuro (japonais) / Andrea Leonardi / ? | 4:10 |
| 14.   | Brave (brave)                                          | Mai Matsumuro / Yorito Nakamura / HΛL          | 5:15 |
| 15.   | Kimi to Ita Sora (君といた空)                          | Yū Hasebe / Mitsuru Igarashi / M. Igarashi     | 5:08 |
| 16.   | W.h.y (w・h・y) (du 6e single)                         | Mai Matsumuro / Hideaki Kuwabara / HΛL         | 4:47 |
| 17.   | Heart on Wave (du 2e single)                           | Yûko Ebine / Kazuhito Kikuchi / Ka. Kikuchi    | 4:46 |
| 77:09 |                                                        |                                                |      |